# Reitaku-Mittel- und Oberschule Mizunami

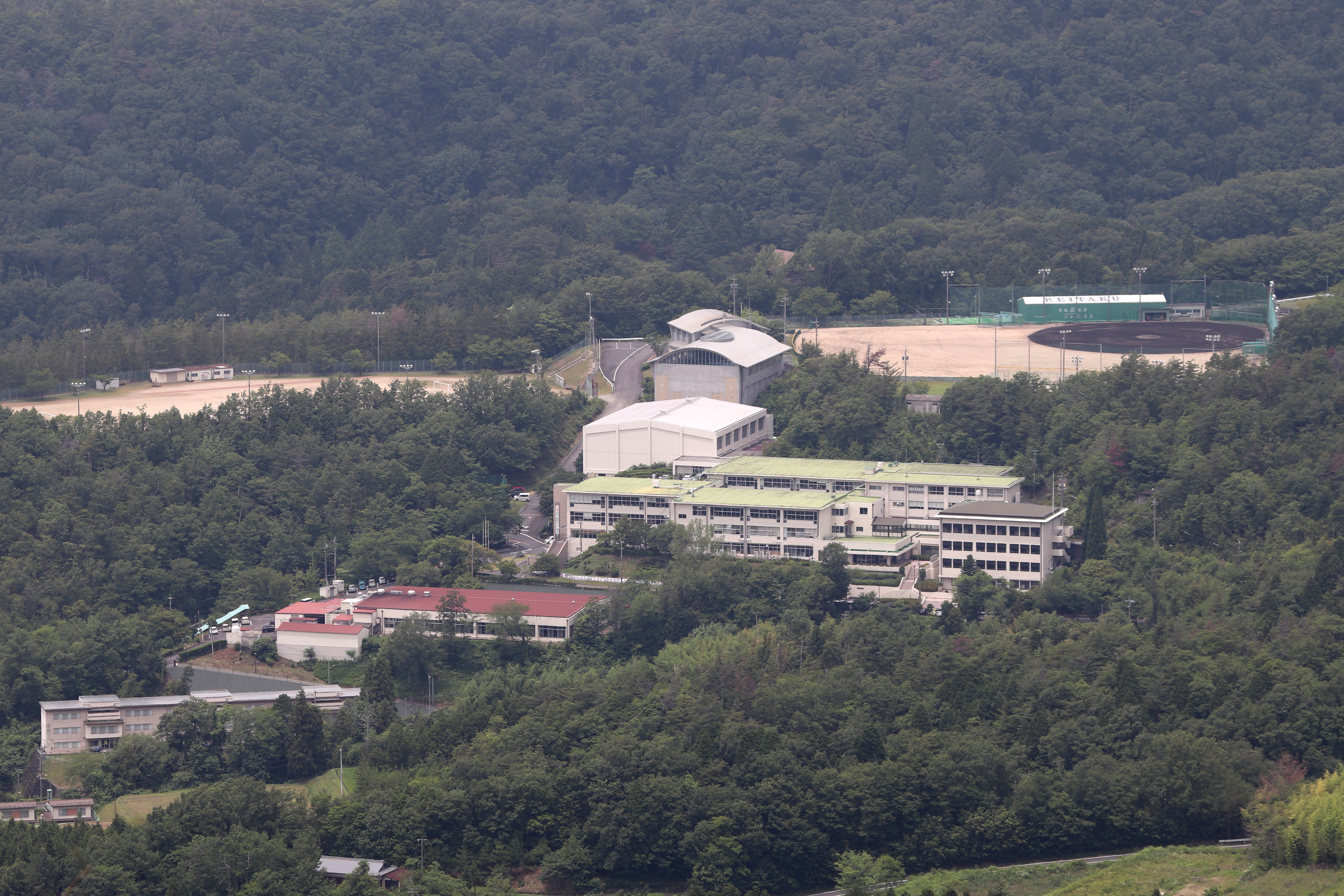
Reitaku-Mittel- und Oberschule Mizunami

Schulgebäude

Die Reitaku-Mittel- und Oberschule Mizunami (jap. 麗澤瑞浪中学校・高等学校, Reitaku Mizunami chugakkō kōtō gakkō) ist ein Internat, gelegen in den Bergen in der Nähe von Mizunami in der Präfektur Gifu in Japan. Sie ist affiliiert mit der Reitaku-Universität in der Präfektur Chiba.

## Geschichte
Die Schule wurde 1960 als Ableger der Reitaku-Oberschule in Chiba gegründet. Seit 1964 ist Reitaku Mizunami ein koedukatives Internat. 1985 führte die Schule die Mittelstufe ein. Neben den Internatsschülern können auch seit 1994 vor Ort lebende Schüler die Schule besuchen.

## Schulphilosophie
Die Philosophie der Schule beruht auf der Lehre der Moralogie, entwickelt von Hiroike Chikuro.

## Campus

Winterlicher Campus in der Nähe des Schulgeschäftes

Die Schule besteht aus sechs miteinander verbundenen Gebäuden und bietet eine große Bibliothek, Musik- und naturwissenschaftliche Räume, einen Teezeremonie-Raum und eine Krankenstation. Es gibt drei Sporthallen, zu denen ein Hallenschwimmbad und ein Kendo-Übungsraum gehören. Weiterhin gibt es eine Cafeteria, zwei Mehrzweckfelder (Fußball, Leichtathletik usw.), ein Baseballfeld, eine Kyūdō-Halle, einen kompletten Golfpark, einen Obstgarten und zwei Tennisplätze.
Hinzu kommt noch das Konferenzzentrum für Moralogie und einige weitere Gebäude in diesem Zusammenhang.

## Internat
Reitaku Mizunami gehört zu den wenigen Internatsschulen in Japan. Trotz der zunehmenden Anzahl an Pendlern (vor Ort bei ihren Eltern lebenden Schülern) ist das Internat ein integraler Bestandteil der Erziehung der Schüler.

Mädcheninternat am Abend

Die Schüler leben gruppiert nach Geschlecht und Schulstufe in den „Häusern“ (寮, ryō) des Internates. Jedem Haus ist ein Lehrer, der Tutor, zugeteilt. Die Anzahl der Schüler pro Haus variiert je nach Bautyp sowie die Anzahl der bewohnten Häuser je nach Zahl der Internatsschüler schwankt. In den Mittelschul-Häusern lebt der Tutor zusammen mit den Schülern, um den meist noch sehr jungen Schülern (ca. 13–15 Jahre alt) das Leben ohne Eltern zu erleichtern. In den Oberschul-Häusern lebt er getrennt vom Haus der Schüler.
Das Leben ohne Eltern bringt viele Pflichten mit sich. Die Schüler putzen die Häuser selbst, halten die Grünflächen in Stand und waschen ihre eigene Wäsche. Mahlzeiten werden in der Cafeteria gegessen. Das Zusammenleben mit vielen anderen Schülern, älteren sowie auch jüngeren, aus den verschiedensten Familien fördert die Sozialkompetenz.

## Austausch
Eine attraktive Besonderheit der Schule im Vergleich zu anderen Schulen in Japan stellt das Austauschsystem dar.
Schüler können an Kurzaustauschen (z. B. während der Ferien) teilnehmen, um Englisch zu lernen und eine andere Kultur kennenzulernen. Für stärker interessierte Schüler gibt es auch die Gelegenheit im 2. Jahr der Highschool einen einjährigen Austausch an eine Partnerschule zu machen.
Auch können Schüler der Partnerschulen an die Reitaku Mizunami auf Austausch kommen. In der Regel leben sie dann im Internat.